# Challenger de Samarcanda
El Samarkand Challenger es un torneo profesional de tenis. Pertenece al ATP Challenger Series. Se juega desde el año 1996 sobre pistas de polvo de ladrillo, en Samarcanda, Uzbekistán.

## Palmarés

### Individuales
| Año  | Campeón             | Finalista                   | Resultado        |
| ---- | ------------------- | --------------------------- | ---------------- |
| 2016 | Karen Jachanov      | Rubén Ramírez Hidalgo       | 6–1, 6–7(6), 6–1 |
| 2015 | Teymuraz Gabashvili | Yuki Bhambri                | 6–3, 6–1         |
| 2014 | Farrukh Dustov      | Aslan Karatsev              | 7-64, 6-1        |
| 2013 | Teymuraz Gabashvili | Oleksandr Nedovyesov        | 6–3, 6–4         |
| 2012 | Dušan Lajović       | Farrukh Dustov              | 6–3, 6–2         |
| 2011 | Denis Istomin       | Malek Jaziri                | 7–6(2) ret.      |
| 2010 | Andrej Martin       | Marek Semjan                | 6–4, 7–5         |
| 2009 | Dustin Brown        | Jonathan Dasnières de Veigy | 7–6(3), 6–3      |
| 2008 | Mijaíl Yelguin      | André Ghem                  | 7–6, 6–3         |
| 2007 | Mijaíl Kukushkin    | Manuel Jorquera             | 6–4, 6–3         |
| 2006 | Janko Tipsarević    | Édouard Roger-Vasselin      | 6–3, 6–2         |
| 2005 | Boris Pašanski      | Vasilis Mazarakis           | 6–3, 6–2         |
| 2004 | Mariano Puerta      | Pavel Šnobel                | 6–1, 6–2         |
| 2003 | Daniel Köllerer     | Andréi Stoliarov            | 6–2, 6–2         |
| 2002 | Vasilis Mazarakis   | John Van Lottum             | 7–6, 4–6, 6–1    |
| 2001 | Oleg Ogorodov       | Vadim Kutsenko              | 6–3, 6–4         |
| 2000 | Mijaíl Yuzhny       | Jan Frode Andersen          | 7–6, 2–6, 7–6    |
| 1999 | Oleg Ogorodov       | Emilio Benfele Álvarez      | 1–6, 7–6, 7–6    |
| 1998 | Fredrik Jonsson     | Oleg Ogorodov               | 7–6, 6–3         |
| 1997 | No se disputó       | No se disputó               | No se disputó    |
| 1996 | Juan Antonio Marín  | Sander Groen                | 6–2, 6–4         |

### Dobles
| Año  | Campeones                                 | Finalistas                           | Resultado           |
| ---- | ----------------------------------------- | ------------------------------------ | ------------------- |
| 2016 | Denis Matsukevich Andrei Vasilevski       | Hsieh Cheng-peng Yang Tsung-hua      | 6–4, 5–7, [10–5]    |
| 2015 | Sergey Betov Michail Elgin                | Laslo Djere Peđa Krstin              | 6–4, 6–3            |
| 2014 | Sergey Betov Alexander Bury               | Shonigmatjon Shofayziyev Vaja Uzakov | 6-4, 6-3            |
| 2013 | Farrukh Dustov Oleksandr Nedovyesov       | Radu Albot Jordan Kerr               | 6-1, 7-67           |
| 2012 | Oleksandr Nedovyesov Iván Serguéiev       | Divij Sharan Vishnu Vardhan          | 6–4, 7–6(1)         |
| 2011 | Mijaíl Yelguin Aleksandr Kudriavtsev      | Radu Albot Andréi Kuznetsov          | 7–6(4), 2–6, [10–7] |
| 2010 | Andis Juška Deniss Pavlovs                | Lee Hsin-han Yang Tsung-hua          | 7–5, 6–3            |
| 2009 | Kaden Hensel Adam Hubble                  | Valery Rudnev Iván Serguéiev         | 7–5, 7–5            |
| 2008 | Irakli Labadze Denis Matsukevich          | Danila Arsenov Vaja Uzakov           | 7–6, 4–6, [10–3]    |
| 2007 | Serguéi Bubka Evgeny Kirillov             | Jaroslav Pospíšil Adam Vejmělka      | 6–3, 6–2            |
| 2006 | Satoshi Iwabuchi Gouichi Motomura         | Jun Woong-sun Frank Moser            | 2–6, 6–2, [10–5]    |
| 2005 | Ivan Cerović Petar Popović                | Alekséi Kedryuk Orest Tereshchuk     | 6–3, 6–0            |
| 2004 | Jean-François Bachelot Melle Van Gemerden | Sebastian Fitz Florin Mergea         | 6–2, 3–6, 6–1       |
| 2003 | Victor Bruthans Sergiy Stajovski          | Pável Ivanov Darko Madjarovski       | 6–2, 6–4            |
| 2002 | Federico Browne Rogier Wassen             | Vadim Kutsenko Oleg Ogorodov         | 3–6, 7–6, 7–6       |
| 2001 | Denís Golovánov Vadim Kutsenko            | Oleg Ogorodov Dmitri Tomashevich     | 6–1, 4–6, 6–4       |
| 2000 | Stefano Galvani Andréi Stoliarov          | Daniel Melo Alexandre Simoni         | walkover            |
| 1999 | Noam Behr Andréi Stoliarov                | Emilio Benfele Álvarez Kris Goossens | 6–7, 6–3, 6–1       |
| 1998 | Noam Behr Eyal Ran                        | Andréi Merinov Andréi Stoliarov      | 1–6, 6–4, 7–6       |
| 1997 | No se disputó                             | No se disputó                        | No se disputó       |
| 1996 | José Frontera Oleg Ogorodov               | Martin Hromec Rogier Wassen          | 6–3, 6–4            |